# Pedro Rubiolo

a Compétitions nationales et continentales officielles uniquement.

b Matchs officiels uniquement.
Dernière mise à jour le 7 septembre 2023.
Pedro Rubiolo, né le 21 décembre 2002 à Rafaela (Argentine), est un joueur international argentin de rugby à XV. Il occupe le poste de deuxième ligne, parfois troisième ligne aile.
Âgé de vingt ans, il est sélectionné pour disputer la Coupe du monde 2023 avec l'équipe d'Argentine.

## Carrière

### En club
Pedro Rubiolo a été formé au Circulo Rafaelino de Rugby dans sa ville natale de Rafaela. Il fait ensuite partie de l'Académie Litoral de la Fédération argentine de rugby à XV, et durant ses années junior, joue dans le Súperliga Americana de Rugby avec les Jaguares XV. L'équipe a gagné la compétition en 2021.
Rubiolo rejoint le championnat d'Angleterre en cours de saison 2022-2023 en signant un contrat de deux ans et demi avec la formation des Newcastle Falcons. Rubiolo, qui ne parle pas anglais, reçoit le soutien des trois argentins du club, Matías Orlando, Mateo Carreras et Matías Moroni pour s'intégrer, ainsi que des efforts du staff pour apprendre à communiquer en espagnol. Durant sa première saison, il dispute les six dernières rencontres du championnat ainsi que deux matchs de poule de la Challenge Cup.

### En équipe nationale
Avec l'équipe d'Argentine des moins de 20 ans, il a disputé le championnat d'Océanie 2022, et avec l'équipe d'Argentine XV, la réserve de l'équipe nationale, l'Americas Pacific Challenge en 2021.
Il obtient sa première sélection avec l'équipe d'Argentine en remplacement de dernière minute de Matías Alemanno lors du Rugby Championship 2022 contre l'Afrique du Sud. Durant le Rugby Championship 2023, Rubiolo est de nouveau appelé en qualité de remplaçant pour la première journée, contre la Nouvelle-Zélande, puis pour la troisième contre l'Afrique du Sud. Il figure pour la première fois parmi les 15 titulaires face à la même équipe pour un test match de préparation. Dans la continuité, il est sélectionné parmi les 33 partant disputer la Coupe du monde 2023. Michael Cheika, sélectionneur de l'équipe d'Argentine, loue sa faculté à « relever les nouveaux défis ». Il est de nouveau titulaire, et joue 80 minutes, dans un test match contre l'Espagne, dernier match de préparation argentin pour la Coupe du monde.

## Palmarès
- Vainqueur de la Súperliga Americana de Rugby en 2021 avec les Jaguares XV.

## Statistiques

### En sélection nationale
Pedro Rubiolo compte cinq capes en équipe d'Argentine de rugby à XV, dont 2 en tant que titulaire, depuis sa première sélection le 24 septembre 2022 face à l'équipe d'Afrique du Sud.